# 安热利姆
安热利姆是巴西伯南布哥州的一个市镇。总面积126.76平方公里，总人口9801人，人口密度77.3人/平方公里。